# Raged Records
Raged Records è una etichetta discografica italiana.

## Storia dell'azienda
La Raged Records nasce ufficialmente a Roma nel maggio 2004. Si occupa di ska, punk, reggae, oi!, street punk. Le sue produzioni sono distribuite in tutto il territorio italiano. Ha iniziato la sua attività nell'underground romano nel 2001, mettendo a disposizione i "Raged Studios" per la realizzazione di “From Kingstone to Rome...” (2001) e “Shots from The Ghetto” (2003) rispettivamente primo demo e primo album degli Shots in the Dark, original ska band romana.
Dopo aver prodotto l'album Rifiuto dei Rancore nel 2005, l'etichetta decide di investire su un gruppo di artisti emergenti accomunati dal fatto di proporre individualmente dei generi differenti ma aventi tutti un progenitore comune nel punk. Nacque così l'idea dell'album "*6", a cui partecipano i Green Mary per il punk rock, i Rancore per l'hardcore punk, gli Antistamina per lo ska punk, i Latte+ per il pop punk, i Burn Out per il melodic hardcore punk e i Prisoners per lo street punk.
Nell'anno successivo inizia la lavorazione di un album tributo alla band inglese The Clash che verrà pubblicato e presentato in occasione del quarto anniversario della morte di Joe Strummer il 22 dicembre 2006 con un concerto nel quartiere Garbatella di Roma. L'album, un doppio CD digipack, si intitola "Strummer: a Clash Tribute" e raccoglie nel primo CD una serie di cover reinterpretate in chiave punk da vari artisti (Burn Out, Green Mary, Rancore, Razzapparte, Prisoners, The Stab, Direttiva 16, Klaxon, Khaoticos, Senza Sicura, Steelfingers, Latte+, Antistamina), mentre il secondo CD raccoglie una serie di cover reinterpretate in chiave world (reggae, ska, folk) da vari artisti (Radio Maroon, The Backstreets, Radio Brixton, Intiman, Verrospia, Easy Skankers, Fahrenheit 451, Radici nel cemento, The Freshmakers ft. King Django & Dr. Ring Ding, Tribù Acustica, Angelo Elle e Triatriba). Il CD riceve ottimi giudizi da parte degli addetti ai lavori: "[...] grazie alla produzione di tributi come questo si ha l'ulteriore conferma di quanto sia fondamentale il messaggio e l'eredità lasciati da Strummer e i suoi compagni [...] Voto 9/10" (Vittorio Lannuti, Rockerilla), "[...] Arduo compito ma l'obiettivo è centrato. Good job, ragazzi! [...] Voto 7/10" (Barbara Santi, Rumore), "[...] il CD merita un ascolto e se siete fan sfegatati del mitico quartetto, non dovete farvelo sfuggire! Voto 4/5" (Armando Autieri, Rocksound).
Negli anni successivi vengono pubblicati album di vari artisti esordienti nazionali e non, tra cui l'album solista di Gary Kelly (bassista), bassista new yorkese, l'album d'esordio della band reggae pontina Verrospia, la ristampa del primo disco degli Shots in the Dark, l'album d'esordio della band hardcore punk Grand Theft Age ed il secondo album degli Shots in the Dark. Filo conduttore di tutte queste pubblicazioni, è nuovamente la selezione di artisti, anche giovani ed alle prime esperienze discografiche, ma che fossero in qualche modo vettori di un "messaggio", di una forte "identità artistica". Proprio a sottolineare la voglia di far nascere un movimento culturale prima ancora che uno commerciale, la Raged Records sostiene economicamente tutte le band in produzione che hanno così modo di focalizzarsi esclusivamente sulla parte artistica del loro lavoro.
Nel 2009 arriva anche il nuovo album tributo ad uno dei gruppi storici della cultura punk, i Cock Sparrer. Per la prima volta nella storia dell'etichetta la supervisione artistica viene delegata ad un partner, la Gunfight di Sulmona. L'album che ne risulta è un disco molto inteso di punk veloce che raccoglie 15 brani di tutte le epoche della band inglese. Gli artisti che partecipano sono: The Forgotten, Des-Kontroll, Radio Dead Ones, One Trax Minds, Swingin' Utters, Bones Bag, Antistamina, Tower Blocks, Lazyrebels, Rackham's Revenge, The Gumbabies, Blood '77, The Buccaneers, Serial Drinkers e Sala and Magu. Anche questa volta l'album viene accolto positivamente dagli addetti ai lavori: "[...] Un tributo ben fatto, che non stanca [...]" (Max Rozzo, TroubleZone, "[...] In settanta minuti un buonissimo riassunto degli storici Cock Sparrer che sicuramente fa bene alle giovani band ma anche alle orecchie più esperte! [...]" (Sara Bracco, Extra Music Magazine).

## Distribuzione
Per la distribuzione Raged Records ha un accordo con Goodfellas.

## Band
Tra le band che fino ad ora hanno collaborato e pubblicato i propri dischi con la Raged ci sono: Shots in the Dark, Grand Theft Age, Prisoners, Verrospia, Antistamina, Rancore, Klaxon, Razzapparte, Radici nel cemento ed altri.

## Discografia
- 2004 - Prisoners: "La solita storia" (Raged Records)
- 2005 - Rancore: "Rifiuto" (Raged Records)
- 2005 - Artisti vari: "*6" (Raged Records)
- 2006 - Artisti vari: "Strummer: a Clash Tribute" (Raged Records)
- 2007 - Gary Kelly: "View from the other side" (Raged Records/Blue Smoke Records)
- 2007 - Verrospia: "Verrospia" (Raged Records)
- 2007 - Shots in the Dark: "Shots from the ghetto" (ristampa) (Raged Records)
- 2007 - Grand Theft Age: "Una risata vi seppellirà" (Raged Records)
- 2008 - Shots in the Dark: "Rising" (digital media) (Raged Records)
- 2008 - Shots in the Dark: "Spaghetti Skank" (Raged Records)
- 2009 - Artisti vari: "Cocksparrer... belongs to us!" (Raged Records/Gunfight/Ninja Rec)
- 2009 - Antistamina: "Contrasti" (Raged Records)
- 2009 - Klaxon: "Brutti sporchi e cattivi..." (Raged Records)